# Niggli-Formel
Die Niggli-Formel oder Niggli-Schreibweise wurde von dem Schweizer Kristallographen Paul Niggli (1888–1953) entwickelt und ermöglicht die Darstellung von quasi unendlichen Verknüpfungsmustern in der Struktur von Kristallen. Die Koordinationszahlen der Atome werden in Form von Bruchzahlen dargestellt und lassen sich so aus der Formel direkt ablesen. Durch Addition der einzelnen Brüche ergibt sich bei Niggli-Formeln, sofern alle Atome berücksichtigt sind, die Summenformel der Verbindung.

## Allgemeine Erläuterungen

### Vollständige Niggli-Formel
Eine vollständige Niggli-Formel mit zwei unterschiedlichen Atomen A und B hat folgende Form:
{\displaystyle \mathrm {{}_{\infty }^{n}\lbrace [AB{}_{x/y}^{v}]^{m}\rbrace \!\,} }
- Die geschweiften Klammern kennzeichnen den Beginn und das Ende der Formel, die hochgestellte Zahl (n) gibt die Dimensionalität der Verbindung an:
  - n = 0 (null-unendlich): für isolierte, untereinander nicht verknüpfte Einheiten in der Kristallstruktur (zum Beispiel einzelne [SiO4]-Tetraeder in Inselsilikaten)
  - n = 1 (eins-unendlich): für eindimensional verknüpfte Teilstrukturen (zum Beispiel über zwei Ecken zu Ketten verknüpfte [SiO4]-Tetraeder in Pyroxenen)
  - n = 2 (zwei-unendlich): für zweidimensionale Teilstrukturen (zum Beispiel über drei Ecken zu Flächen verknüpfte [SiO4]-Tetraeder in Schichtsilikaten)
  - n = 3 (drei-unendlich): für dreidimensionale Teilstrukturen oder auch komplette Strukturen (zum Beispiel über alle Ecken verknüpfte [SiO4]-Tetraeder in Gerüstsilikaten oder Quarz)
- Die eckigen Klammern markieren die beschriebene (Teil-)Struktur. Atom A befindet sich dabei im Zentrum des Koordinationspolyeders, das aus den Atomen B gebildet wird. Die Zahlen x/y in der Klammer geben die Koordinationszahlen der Atome zueinander an:
  - Atom A hat x Kontakte mit Atom B
  - Atom B hat y Kontakte mit Atom A
- Der hochgestellte Buchstabe hinter Atom B (v) ist optional. Dort kann angegeben werden, um welche Art der Verknüpfung es sich handelt:
  - v = t (terminal): Atom B verknüpft zu keinem weiteren Atom A bzw. dessen Koordinationspolyeder
  - v = e (eckenverknüpft): Atom B ist mit zwei Atomen der Sorte A verbunden, die Koordinationspolyeder von A haben gemeinsame Ecken
  - v = k (kantenverknüpft): Zwei Atome B sind mit zwei Atomen A verbunden, die Koordinationspolyeder von A haben gemeinsame Kanten
  - v = f (flächenverknüpft): Mindestens drei Atome B sind mit zwei Atomen A verbunden, die Koordinationspolyeder von A haben gemeinsame Flächen
- Die hochgestellte Zahl (m) am Ende der eckigen Klammer ist ebenfalls optional und gibt, sofern vorhanden, die Ladung des Formelteils in den eckigen Klammern an.

Der Niggli-Formel kann jedoch im Allgemeinen nicht entnommen werden, in welchem Strukturtyp die Verbindung vorliegt bzw. in welche Gestalt die Koordinationspolyeder der Teilchen haben. Ein 6-fach koordiniertes Teilchen kann sowohl in Form eines Oktaeders wie auch als trigonales Prisma umgeben sein.

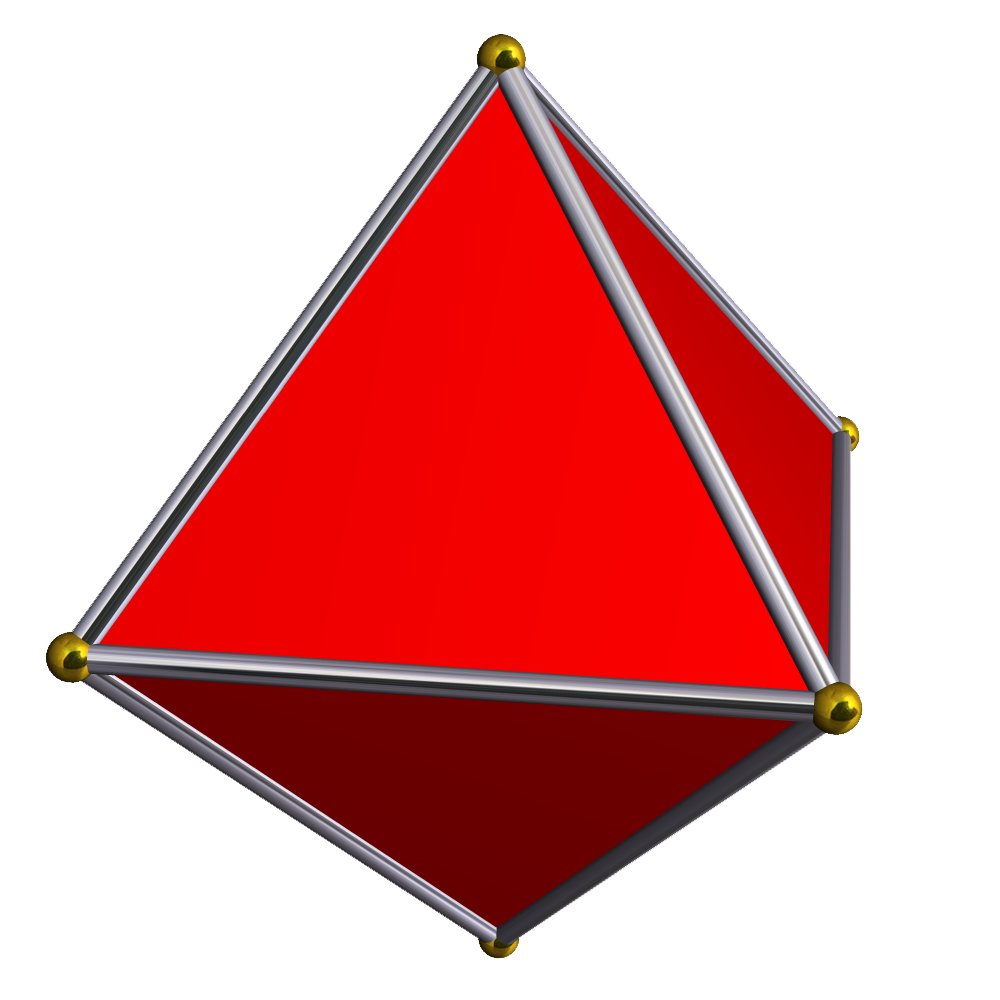
Koordinationszahl 6 als Oktaeder
Koordinationszahl 6 als trigonales Prisma

### Gekürzte Niggli-Formel
Die Formel aus obigem Beispiel hat diese gekürzte Form:
{\displaystyle \mathrm {{}_{\infty }^{n}[AB_{x/y}]\!\,} }
Bei gekürzten Niggli-Formeln werden in der Regel die geschweiften Klammern, Informationen über die Art der Verknüpfung (v) sowie meist die Ladung (m) weggelassen. Für den Fall, dass y = 1 ist, kann y entfallen:
{\displaystyle \mathrm {{}_{\infty }^{n}[AB_{x}]\!\,} }

## Beispiele aus Kristallstrukturen

### Strukturen mit isolierten Polyedern (null-unendlich)

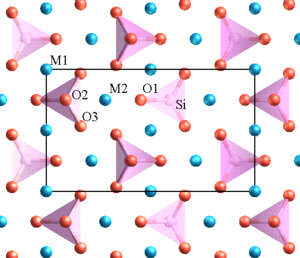
Beispiel für isolierte Polyeder: [SiO_{4}]-Tetraeder im Mineral Olivin

#### Zirkon
Das Mineral Zirkon Zr[SiO4] gehört zur Mineralgruppe der Inselsilikate. Die [SiO4]-Tetraeder in seiner Kristallstruktur sind untereinander nicht verbunden und liegen isoliert vor.
- Vollständige Niggli-Formel:

{\displaystyle \mathrm {{}_{\infty }^{0}\lbrace [SiO{}_{4/1}^{t}]^{4-}\rbrace \!\,} }
- Gekürzte Niggli-Formel:

{\displaystyle \mathrm {{}_{\infty }^{0}[SiO_{4/1}]\!\,} } oder {\displaystyle \mathrm {{}_{\infty }^{0}[SiO_{4}]\!\,} }
Die isolierte Teilstruktur hat vier negative Ladungen, die Zirkonium-Kationen sind im Zirkon daher vierfach positiv geladen, um die Ladung auszugleichen. In der Summenformel kommt daher ein Zr4+-Kation auf ein [SiO4]4−-Tetraeder: Zr[SiO4].

### Strukturen mit Ketten-Teilstrukturen (eins-unendlich)

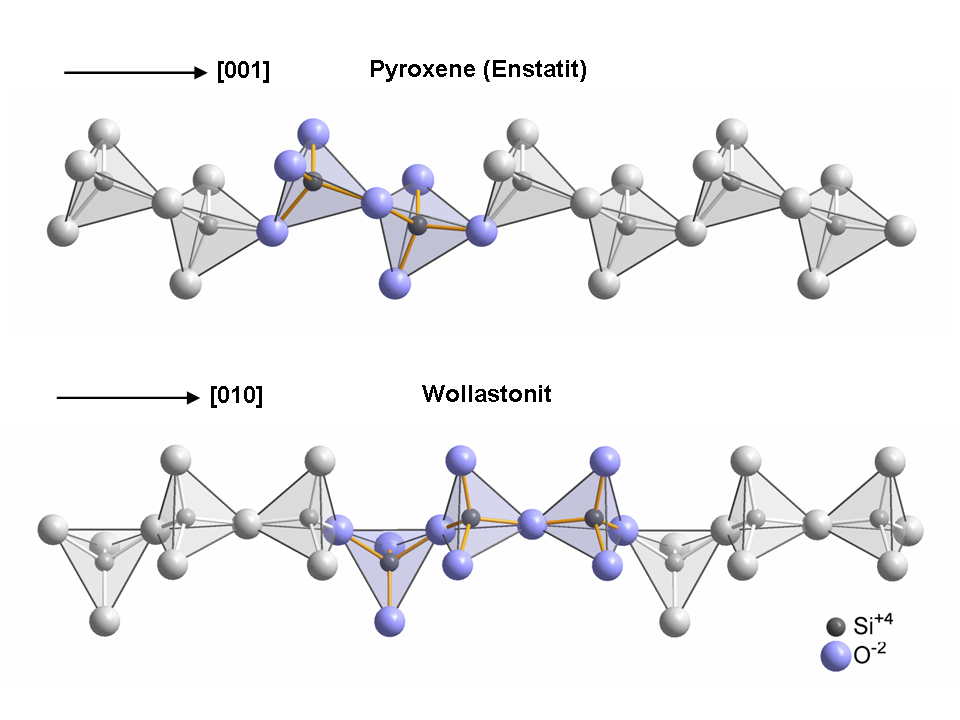
Verknüpfungsmuster der Silikatketten in Enstatit und Wollastonit

#### Enstatit und Wollastonit (Kettensilikate)
Die Ketten aus [SiO4]-Tetraedern in den Kettensilikaten Enstatit MgSiO3 und Wollastonit CaSiO3 können mit der gleichen Niggli-Formel beschrieben werden, obwohl sich die Kettenmotive unterscheiden.
- Vollständige Niggli-Formel:

{\displaystyle \mathrm {{}_{\infty }^{1}\lbrace [SiO_{2/2}^{e}O_{2/1}^{t}]^{2-}} \rbrace }
- Gekürzte Niggli-Formel:

{\displaystyle \mathrm {{}_{\infty }^{1}[SiO_{2/2}O_{2/1}]} } oder {\displaystyle \mathrm {{}_{\infty }^{1}[SiO_{2/2}O_{2}]} }
Durch Addition der Brüche ergibt sich „SiO3“. Während sich das Motiv im Enstatit nach zwei Tetraedern wiederholt (Zweiereinfachkette) wird dies im Wollastonit erst nach drei Tetraedern erreicht (Dreiereinfachkette). Anhand der Niggli-Formel lassen sich solche strukturellen Unterschiede nicht ablesen, in beiden Fällen entsteht die Kette durch zwei eckenverknüpfende Sauerstoffatome. In beiden Fällen trägt die Kette in der Summe eine zweifach negative Ladung, die im Enstatit durch die Mg2+- und im Wollastonit durch die Ca2+-Kationen ausgeglichen wird.

### Strukturen mit Flächen-(Teil-)Strukturen (zwei-unendlich)

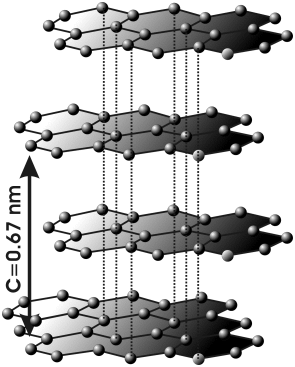
Kristallstruktur von Graphit

#### Graphit
In der Modifikation Graphit des Kohlenstoffs bilden die Kohlenstoffatome Schichten, wobei ein Kohlenstoffatom kovalent mit drei weiteren innerhalb der Schicht verbunden ist. Die wabenartige Struktur der Schichten besteht aus Sechsecken, die ihre Kanten mit benachbarten Sechsecken teilen.
- Vollständige Niggli-Formel:

{\displaystyle \mathrm {{}_{\infty }^{2}\lbrace [CC{}_{3/3}^{k}]\rbrace \!\,} }
- Gekürzte Niggli-Formel:

{\displaystyle \mathrm {{}_{\infty }^{2}[CC_{3/3}]\!\,} }
Da es sich um elementaren Kohlenstoff handelt, taucht auch in der vollständigen Niggli-Formel keine Ladung auf. Als Summenformel ergibt sich hierbei C2, diese kann zu C gekürzt werden.

#### Cadmiumiodid
Die Kristallstruktur von Cadmiumiodid CdI2 enthält [CdI6]-Oktaeder, die über je drei gemeinsame Kanten miteinander zu Flächen verknüpft sind. Jedes Cadmium-Atom ist also mit sechs Iodid-Ionen verbunden, die Iodid-Ionen ihrerseits haben jeweils Kontakt zu drei Cadmium-Atomen.
- Vollständige Niggli-Formel:

{\displaystyle \mathrm {{}_{\infty }^{2}\lbrace [CdI{}_{6/3}^{k}]\rbrace \!\,} }
- Gekürzte Niggli-Formel:

{\displaystyle \mathrm {{}_{\infty }^{2}[CdI_{6/3}]\!\,} }
In diesem Fall ergibt sich durch Kürzung des Bruches 6/3 direkt die Summenformel CdI2.

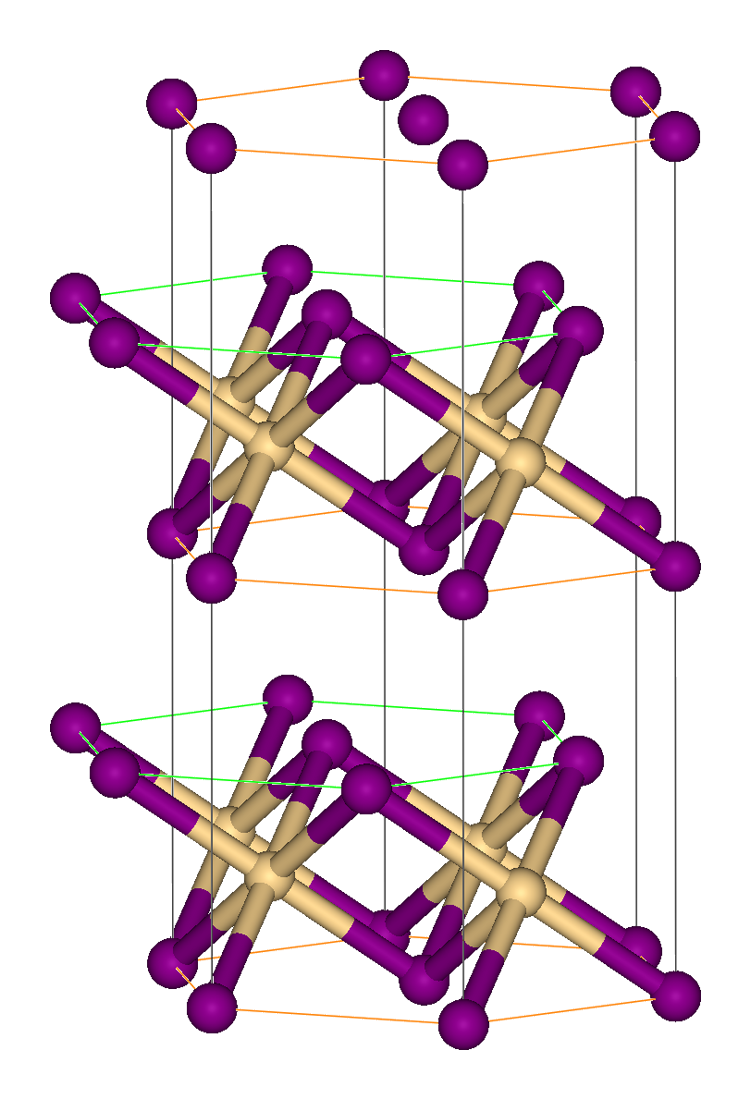
Kristallstruktur von Cadmiumiodid
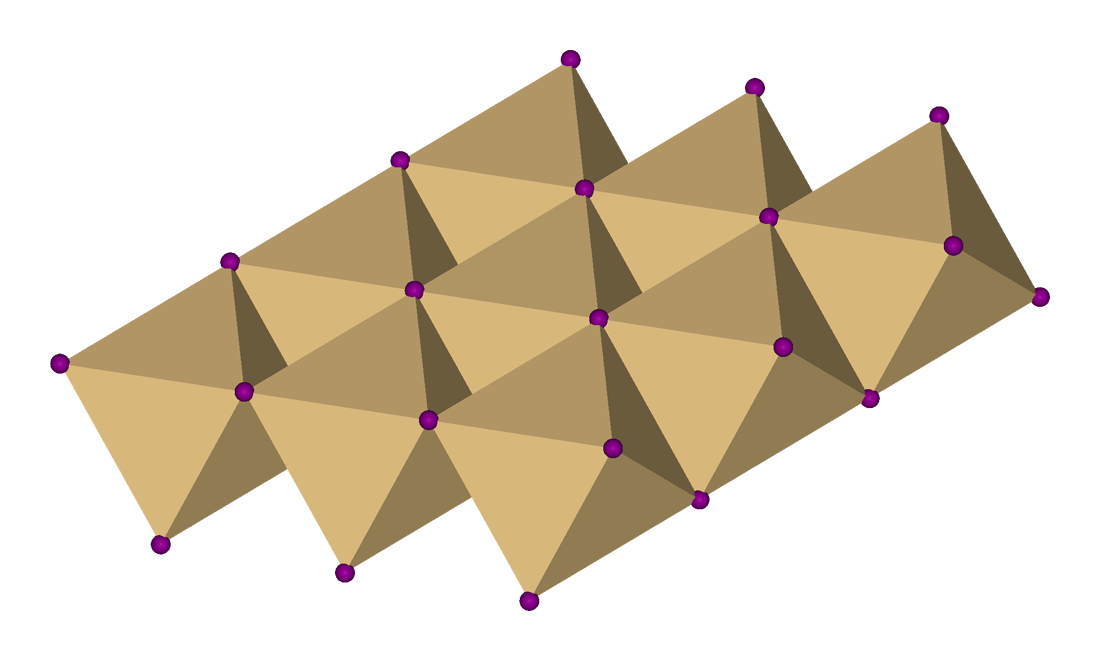
Schicht aus kantenverknüpften [CdI6]-Oktaedern in CdI2

### Strukturen mit Gerüst-Strukturen (drei-unendlich)

Kristallstruktur von Natriumchlorid

#### Natriumchlorid
Die Kristallstruktur von Natriumchlorid NaCl kann als kubisch dichteste Kugelpackung von Natrium-Ionen beschrieben werden, in der alle Oktaederlücken mit Chlorid-Ionen besetzt sind oder umgekehrt. Die Struktur enthält also [NaCl6]-Oktaeder, die über alle Kanten dreidimensional miteinander verknüpft sind beziehungsweise allseitig kantenverknüpfte [ClNa6]-Oktaeder. Da beide Ionensorten für sich eine kubisch dichteste Kugelpackung bilden mit jeweils der anderen Ionensorte in den Oktaederlücken, bezeichnet man die Kristallstruktur von NaCl auch als kommutative Teilgitter. Die Niggli-Formel lässt sich in diesem Beispiel auch umkehren und führt zum selben Ergebnis.
- Vollständige Niggli-Formel:

{\displaystyle \mathrm {{}_{\infty }^{3}\lbrace [NaCl{}_{6/6}^{k}]\rbrace \!\,} } bzw. {\displaystyle \mathrm {{}_{\infty }^{3}\lbrace [ClNa{}_{6/6}^{k}]\rbrace \!\,} }
- Gekürzte Niggli-Formel:

{\displaystyle \mathrm {{}_{\infty }^{3}[NaCl_{6/6}]\!\,} } bzw. {\displaystyle \mathrm {{}_{\infty }^{3}[ClNa_{6/6}]\!\,} }
Aus der Niggli-Formel ergibt sich die Summenformel NaCl (in Summenformeln werden die Kationen den Anionen vorangestellt).